# 星製薬
星製薬株式会社（ほしせいやく）は、東京都品川区西五反田に本社を置く、医薬品・化粧品・動物用医薬品の製造販売を行う企業である。株式会社テーオーシーの子会社。

## 概要
1910年に、SF作家星新一の実父である星一が創業し、1911年に星製薬株式会社（旧法人）が設立された。

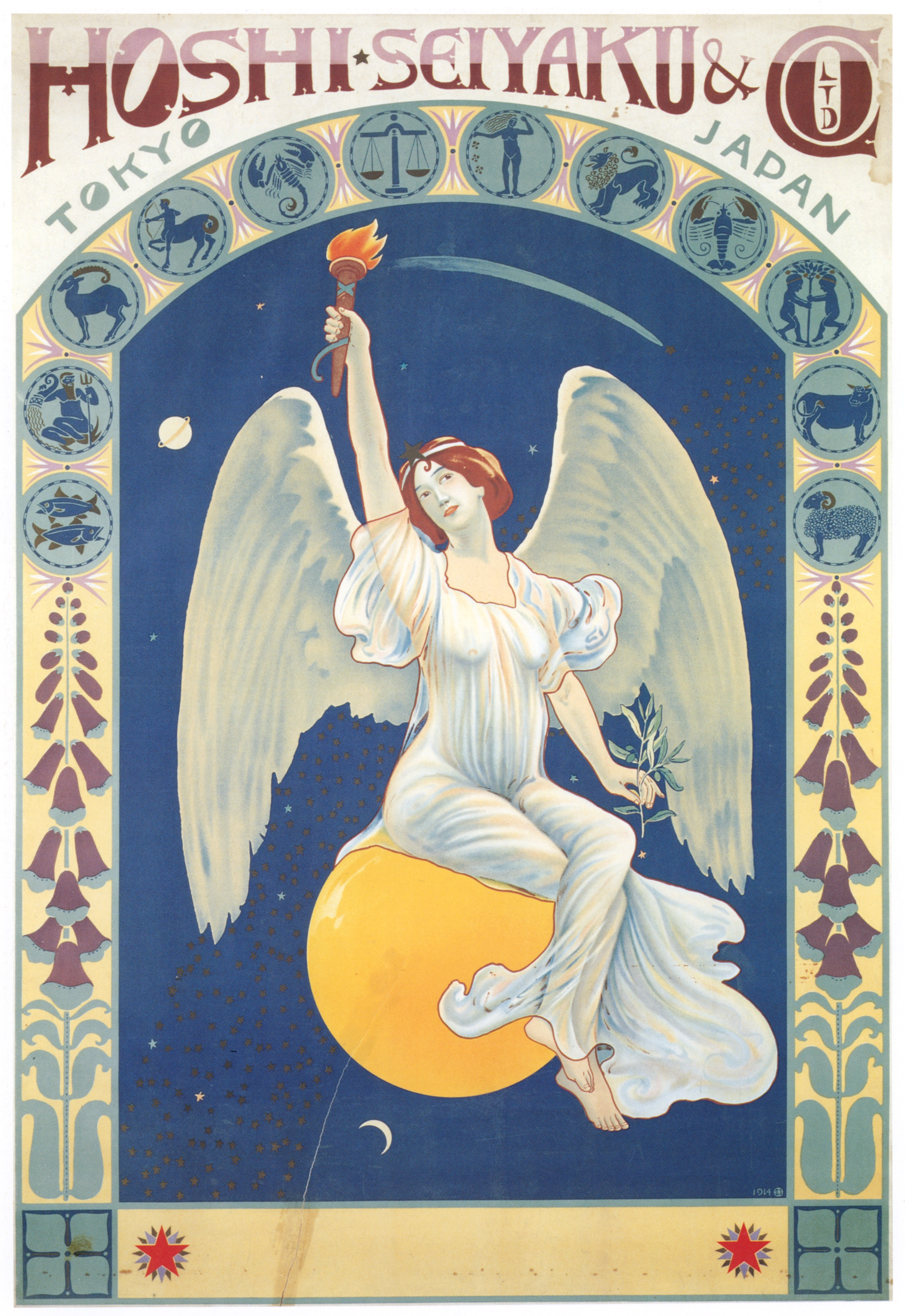
杉浦非水デザインポスター（1914年（大正3年））

しかし、戦後になり、経営不振に陥り、後を引き継いだ星新一は、ホテルニューオータニを創業した大谷家へ譲渡を余儀なくされる。
現在の法人は、旧法人の星製薬株式会社（現・株式会社テーオーシー）から、1982年に販売部門を、2003年に製造部門を、それぞれ移管された子会社の星製薬株式会社（2代目）である。
- 工場：神奈川県厚木市上依知3006

## 沿革
- 1910年（明治43年） - 星一、「星製薬所」創業。
- 1911年（明治44年）11月4日 - 星製薬株式会社設立（資本金50万円）[1][2]イヒチオール（湿布薬）の製造販売開始、「ホシ胃腸薬」等の家庭薬・「キニーネ」・「モルヒネ」等の製造販売を開始、東京府荏原郡大崎町（現在の東京都品川区西五反田）に本社工場を設立。
- 1913年（大正2年）11月 - 大正製薬を合併100万円に増資[1]
- 1917年（大正6年）11月 - 京橋製薬を合併200万円に増資[1]
- 1918年（大正7年）10月 - 日本橋製薬を合併500万円に増資[1]
- 1919年（大正8年） 9月 - 大崎製薬を合併1000万円に増資[1]
- 1921年（大正10年） - 国際製薬を合併2000万円に増資[1]
- 1922年（大正11年） - 社内の「教育部」から「星薬業講習会」を経て星薬科大学の前身である「星製薬商業学校」設立。
- 1926年（大正15年） 11月 - 太平洋製薬に合併し(旧)星製薬は解散。同時に太平洋製薬は(新)星製薬（資本金1300万）に社名変更と500万円増資[3]。後に増資中止[4]。
- 1932年（昭和7年）4月 - 破産宣告[5]
- 1933年（昭和8年）9月 - 強制和議認可[6]
- 1934年（昭和9年）4月 - 低温工業を合併資本金1675万円[4]
- 1949年（昭和24年） - 東京証券取引所上場。
- 1951年（昭和26年） - 星一が死去、星親一（星新一の本名）が社長に就任。
- 1952年（昭和27年） - 経営状況の改善はさらに困難となり、当時、企業再建で著名であった大谷米太郎が経営を引継ぎ、社長に就任。
  - 会社を譲った新一はSF作家へと転身し、日本のSF界のパイオニア的存在となる。
- 1963年（昭和38年） - 株式売買高僅少のため東証上場廃止。
- 1967年（昭和42年） - 本社工場を神奈川県厚木市に移転。跡地にTOCビルを建設。
- 1982年（昭和57年） - 不動産事業の子会社「株式会社東京卸売りセンター」を吸収合併し、「株式会社テーオーシー」に商号変更。製造部門はテーオーシーに残り、販売部門は新設完全子会社の「星製薬株式会社」（現法人、設立時は大谷製薬株式会社）に移管。
- 2003年（平成15年）10月 - 製造部門を株式会社テーオーシーから、「星製薬株式会社」（現法人）に承継。

## 星製薬の商品
- ホシ胃腸薬
- ホシ胃腸薬ホリン（顆粒）
- ホシ隈笹エキス
- ホシ隈笹エキス（顆粒）
- ストレスト・メニ - ADプラス
- ストレスト・ノーニ - AD
- ストレスト・メニ - Eプラス
- ティファロ・オリーブアロマバスオイル
- ティファロクリーム
- 新ホシ家畜胃腸薬